# XXXII bons métiers de Liège

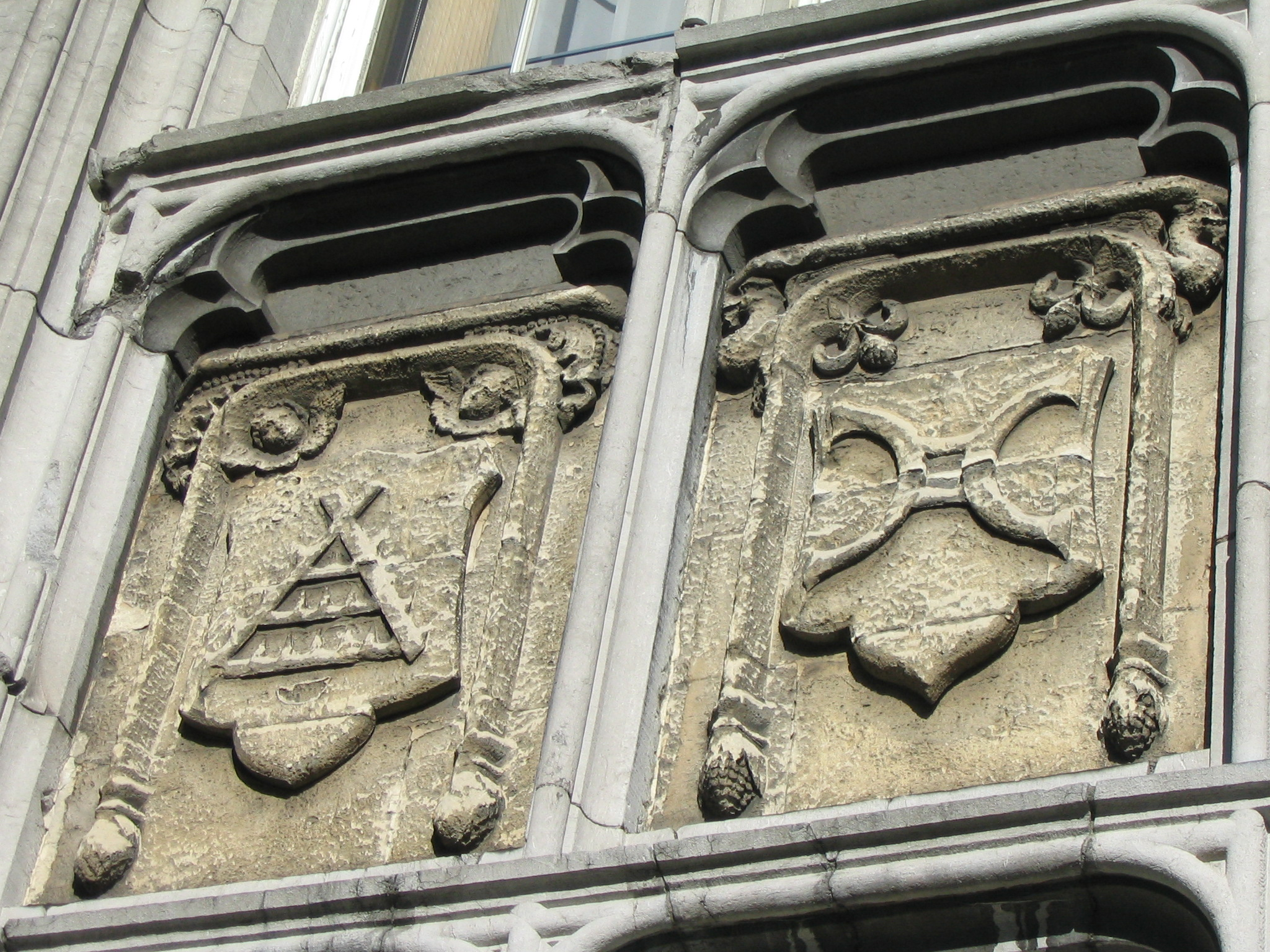
Blasons de deux métiers sur la façade ouest, néogothique, du Palais provincial (à gauche la herse des cherwiers (agriculteurs); à droite, un fer de moulin représentant les meuniers).

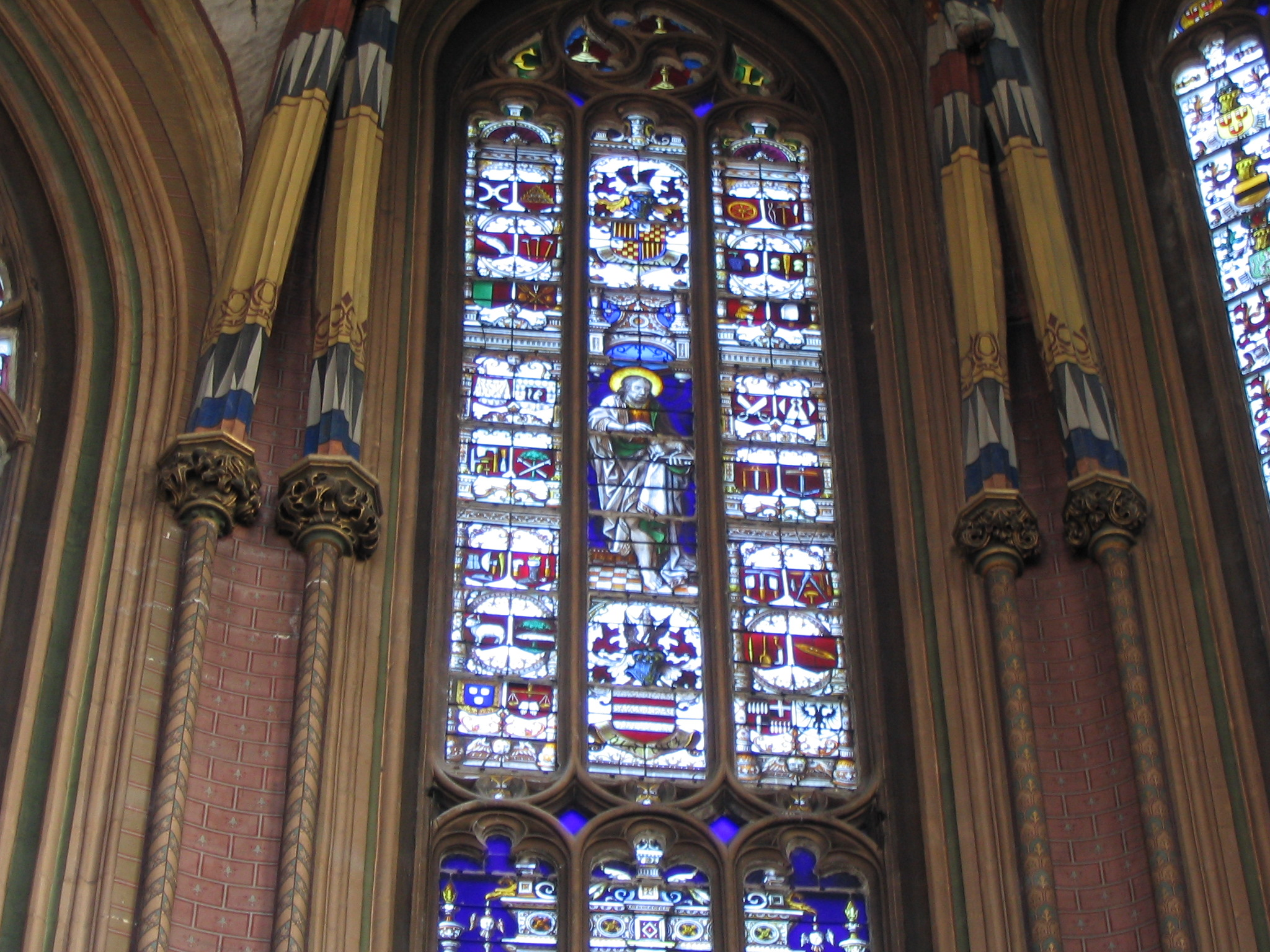
Les 32 métiers sur un vitrail du chœur de l'église Saint Jacques.

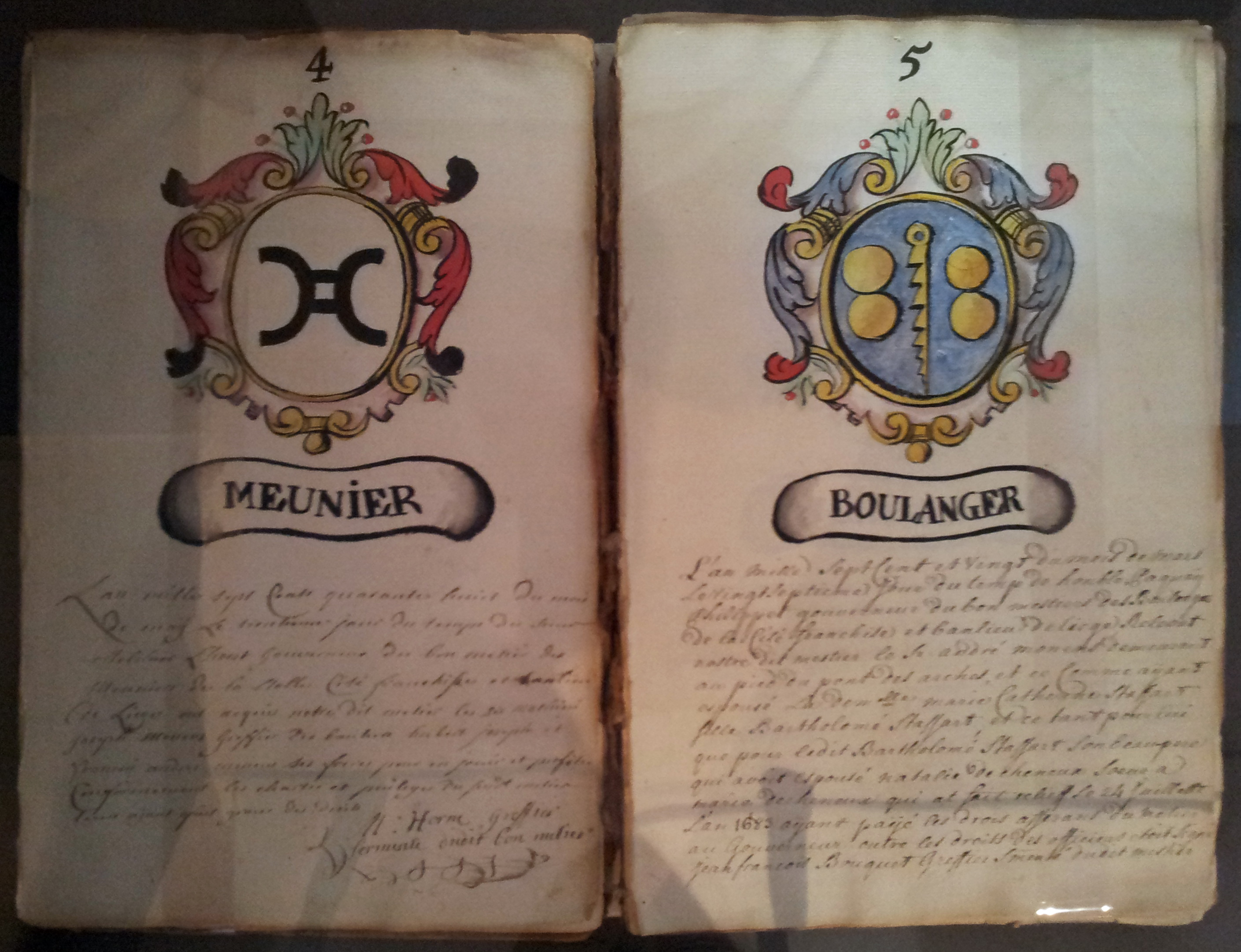
Livre des 32 métiers (1734) conservé au Grand Curtius à Liège

Les 32 bons métiers de Liège, qui regroupent les ouvriers manuels selon leur spécialité, sont originellement des groupes d'inspiration religieuse basés sur la solidarité et l'honnêteté professionnelle. Plus tard, ils organisent des corps militaires.
Ils ont chacun leur saint patron, leur local et leurs règles très strictes, un chef, des traditions et des apprentis.
Ils vont subsister jusqu'à ce que la révolution liégeoise, à la fin du XVIIIe siècle, interdise ce genre d'association au nom de la liberté.
Aujourd'hui on peut encore voir les blasons de ces métiers sur un vitrail de l'église Saint-Jacques et sur la façade ouest, néogothique, du Palais provincial.

## Historique
En Europe, l'origine des corporations de métiers remonte aux collegia de l'Antiquité romaine, on retrouve leur trace au XIe siècle, et c'est en 1288 qu'une première mention d'un métier liégeois nous est connue : les tanneurs. En 1297, ces unions d'artisans liégeois furent fixées à douze et dotées d'une organisation militaire. En 1302, les métiers obtenaient leur premier « maître » au conseil des jurés (conseil communal) et devenaient des collèges politiques.
Le XIVe siècle sera remarquable à Liège, car c'est alors que naquit la première volonté de démocratie, de liberté et d'indépendance des métiers et corporations face à une féodalité galopante. Le 14 février 1313, on signe la Paix d'Angleur qui décide qu'à l'avenir nul ne pourra plus être ni Maïeur, ni Juré, s'il n'est « ouvrier à main » (manouvrier). En 1330 (Paix de Saint-Nicolas en Glain), ils obtenaient leur reconnaissance officielle du prince et le droit de mettre par écrit leur règlement. Avant 1373, le nombre de « Bons Métiers » est fixé à 32 et n'en changera plus puisqu'il est à cette époque fixé par le nombre de conseillers de la cité de Liège. En 1384, la démocratie était instaurée : le peuple liégeois obtient le droit de choisir tous les membres du conseil de la Cité et les 32 métiers élisent les deux « maîtres à temps » (Bourgmestres) et la totalité des jurés.
Le XVe siècle sera celui des affrontements. Il commencera par la défaite d'Othée en 1408 qui se solda par l'abolition des 32 métiers restaurés par Jean de Wallenrode en 1418. En 1467, Charles le Téméraire confisqua leurs chartes, bannières et tous leurs biens, qui leur furent rendus à sa mort en 1477 par sa fille Marie de Bourgogne.
Tout le XVIIe siècle fut marqué par une lutte entre le pouvoir princier et les métiers qui finirent par perdre toute initiative politique. Par son Régiment du 28 novembre 1684, Maximilien-Henri de Bavière répartit les 32 métiers en 16 chambres dont les membres nommés à vie, formèrent désormais le corps électoral. Ces chambres étaient composées de 20 nobles, patriciens et rentiers, 10 marchands notables et 6 artisans, qui partageaient avec le prince, l'élection des bourgmestres et du conseil. Ce système s'est maintenu jusqu'à la révolution liégeoise où les chambres cessèrent d'elles-mêmes leurs travaux.
Le dernier vieux métier liégeois descendant directement de l'époque féodale disparu en 1935.
Les 16 chambres regroupant les métiers étaient constituées, chacune, sous le vocable d'un saint :
1. Chambre Saint-Lambert : mangons et vignerons.
2. Chambre Saint-André : merciers, cureurs et toiliers.
3. Chambre Sainte-Catherine : mairniers et soyeurs.
4. Chambre Saint-Jean-Baptiste : drapiers et retondeurs.
5. Chambre Saint-Thomas : entretailleurs et vieux warriers.
6. Chambre Saint-Servais : corbesiers et corduaniers.
7. Chambre Saint-Séverin : tanneurs et vairs xhohiers.
8. Chambre Saint-Pholien : brasseurs et meuniers.
9. Chambre Saint-Martin : boulangers et texheurs.
10. Chambre Saint-Hubert : naiveurs et pêcheurs.
11. Chambre Saint-Nicolas : sclaideurs et charliers.
12. Chambre Saint-Michel : fèbvres et orfèvres.
13. Chambre Saint-Adalbert : macons et xhailteurs.
14. Chambre Saint-Etienne : houilleurs et cherwiers.
15. Chambre Sainte-Gertrude : fuitiers harengiers et charpentiers.
16. Chambre Sainte-Aldegonde : porteurs et chandelons flockeniers

## Liste
| Métier                                                                 | Description | Saint patron                                        | Blasonnement | Blason |
| ---------------------------------------------------------------------- | --- | --------------------------------------------------- | --- | ------ |
| Boulangers (bol'djîs en wallon liégeois)                               | Les Boulangers comprenaient aussi les Floyeniers (du wallon : floyon ou flan), c'est-à-dire les Pâtissiers et les Couquiers (fabricants de pain d'épices). | Notre Dame de l'Annonciation à Grivegnée.           | D'azur à la baguette dentelée d'or, accostée de deux tourtes du même. |        |
| Brasseurs (brèsseûs en wallon liégeois)                                | Les Brasseurs avec les revendeurs de Cervoise. | Saint Arnould aux Frères Mineurs.                   | De gueules à la râcissoire d'or, accostée à dextre de l'amphore de même et à senestre, du litron de même. |        |
| Chandelons, tchand'lons en wallon liégeois (et flockeniers)            | Les Chandelons étaient les fabricants de chandelles de suif. Les fabricants de chandelles de cire dépendaient du métier des Merciers. Les Chandeliers dépendaient des Potstainiers. Les Chandelons groupaient les Floqueniers ou matelassiers; les Tapissiers, les Teinturiers spéciaux (non les teinturiers en draperie), les Chapeliers; les Faiseurs de couvertures et de pots de terre. | Saint Michel                                        | Ecartelé en 4, en bannière, le 1 et 4 de gueules à 5 flambeaux d'argent suspendus à une gaule du même; le 2 et 3 sous écartelés en 4, le 1 et 5 d'or; le 2 et 3 de sinople.                                                     |        |
| Charliers (tchårlîs en wallon liégeois)                                | Fabricants de roues de chars charrons, tourneurs, et autres dérivés. Ils comprenaient les Charrons, les Cendriers, les Futailhiers, les Patiniers, c'est-à-dire sabotiers et galochiers, et les Tourneurs. | Notre Dame des Paterniers au Couvent des Cordeliers | De gueules à la roue d'or clouée de pourpre. |        |
| Charpentiers (tchèp'tîs ou tchèrèp'tîs en wallon liégeois)             | Travailleurs du bois depuis les bateaux jusqu'aux instruments de musique. Les Charpentiers groupaient Charpentiers, Scriniers ou Menuisiers; Entretailleurs de bois; Faiseurs de Bois d'arquebuse (malgré le succès obtenu très tôt par l'armurerie liégeoise, il n'y eut jamais de Métier des armuriers tandis que les fabricants de canons dépendaient des Febres; ceux du bois dépendaient des harpentiers); Pontonniers; Faiseurs de moulins à moudre et généralement tous ceux qui se servaient de la colle ou qui fabriquaient des outils pouvant servir à l'exercice du dit Bon Métier; Tailleurs d'images en bois (sculpteurs sur bois de Crucifix, Vierges Marie, Épitaphes, Moulures, faiseurs d'Épinettes, d'orgues et de pistolets). | Saint Joseph                                        | De gueules au compas d'or; à senestre, l'équerre du même; à dextre, la hachette d'argent emmanchée d'or. |        |
| Cherwiers (ou Tcherwiers, tchèrwîs en wallon liégeois)                 | Travailleurs de la terre avec charrue ou bêches. Les Cherwiers, ouvriers agricoles ou travailleurs de la terre, se servent de la charrue ou de la bêche. À remarquer que les Maraîchers (appelés également Cothys) dépendaient du Métier des Vignerons. | Saint Isidore                                       | D'azur à la herse d'or. |        |
| Corbesiers (cwèb'hîs en wallon liégeois)                               | Les Corbesiers étaient les fabricants de chaussures simples ou à bon marché (Savetiers). | Saint Crispinien                                    | D'or, à senestre 2 registres de sable liserés de gueules, liés d'argent, à dextre, le doloire d'argent et en pointe; le râcloir du même                                                                                         |        |
| Cordouaniers                                                           | Les Cordouaniers, ou Cordonniers ne fabriquaient que la chaussure de luxe. C'étaient aussi les Bottiers et les Maroquiniers. | Saint Crespin                                       | De gueules, au Perron de Liège, d'or, accosté de 2 estocades d'argent, sommés d'une couronne d'or à fleurons. |        |
| Couvreurs (ou scailleteurs ou scailteurs, hay'teûs en wallon liégeois) | Les Couvreurs étaient les ardoisiers, les couvreurs de plomb et les marchands de tuiles. | Sainte Barbe aux Pères Dominicains.                 | De gueules, au marteau d'argent accosté de 2 truelles du même. |        |
| Cureurs et Toiliers                                                    | Les Cureurs et Toiliers ne formaient qu'un même Métier. Ils s'occupaient de l'entretien des draps, blanchisseuses et lingères. | Saint Lambert                                       | De gueules, au Perron de Liège d'or, chargé en cour d'une paire de forces carrées d'argent, accosté à dextre d'une tringle d'or; à senestre, une butte ou navette d'or et d'argent.                                             |        |
| Cuveliers (et Sclaideurs)                                              | Les Cuveliers étaient fabricants de barils à harengs, de cuves, de tonnes c'est-à-dire de tonneaux et les Soutireurs de vin. | La Vierge Marie en Notre-Dame-aux-Fonts             | De gueules au cercle d'argent dans le centre duquel se trouve un hâchereau du même. |        |
| Drapiers (drapîs en liégeois)                                          | Les Drapiers groupaient Foulons, Peigneurs et Teinturiers en draperie. | Saint Séverin à Saint Thomas (Place Crève-Cœur).    | Parti de gueules et d’azur à l’aigle double éployée d’or, becquée, membrée, diadème de gueule. |        |
| Entretailleurs                                                         | Les Entretailleurs de drap se nomment aujourd'hui tailleurs d'habit ou couturiers | Saint Martin                                        | De gueules à la paire de ciseaux ouverte d'or. |        |
| Fèbvres (féves en wallon liégeois)                                     | Travailleurs et négociants de métaux sauf l'or et l'argent. Les Fèbvres, forgerons ou travailleurs des métaux groupaient Batteurs de Fer; Potstainiers (potiers d'étain); Chandeliers; Couteliers, Chaudroniers mignons et Epingliers | Saint Éloi en Saint André                           | De gueules, au mailloche d'argent emmanché d'or, sommé d'une couronne du même, à 3 fleurons et 2 perles, accosté de 2 tricoises d'argent.                                                                                       |        |
| Harengiers (harèdjî en wallon liégeois) et Fruitiers                   | Les Fruitiers et Harengiers ne formaient qu'un même métier. Marchands des fruits de terre et de mer c'est-à-dire les poissons. | Mère de Dieu                                        | D'argent à la terrasse de sinople plantée d'un pommier au naturel, fruité d'or, au fust chargé de 3 harengs d'argent, rangés en fasçe, couronnés d'or.                                                                          |        |
| Houilleurs (houyeûs en wallon liégeois) ou Mineurs                     | Les Houilleurs comprenaient les Revendeurs, Recoupeurs, Berwetteurs (brouetteurs) et Botteresses. | Saint Léonard                                       | D'azur à 2 houes ou pioches d'argent emmanchées d'or, passées en sautoir. |        |
| Macons, (maçons en wallon liégeois)                                    | Les Maçons ne mettaient en œuvre ni le marbre, ni le jaspe. Ils n'étaient pas carriers et ne s'occupaient point du placement des pièces métalliques incorporées à la maçonnerie. | Sainte Barbe                                        | De gueules au bloc de marbre blanc surmonté de l'équerre, du maillet et de la palette d'or. |        |
| Mairniers (mêr'nîs en wallon liégeois)                                 | Les Mairniers étaient les marchands de bois de construction. | Sainte Catherine                                    | D'argent à l'arbre de sinople fusté et planté sur une terrasse du même, avec 2 hoyaux d'argent emmanchés d'or. |        |
| Mangons (mangons en wallon liégeois)                                   | Les Mangons ou Bouchers comprenaient les Tripiers, Cabareteurs et Hostelliers. | Saint Théodard                                      | De gueules au Perron de Liège d'or au bœuf passant, ongle et accorné d'or. |        |
| Merciers                                                               | Les Merciers groupaient les Métiers les plus dissemblables, les Marchands d'épices et de denrées alimentaires; les Peauceliers; Ganteliers ; les Cartiers ; Passementiers, Quincailliers, Bimbelotiers; Marchands de cire et Chandelons de cire, et les marchands d'apothicadries (droguerie et pharmacie). | Saint Michel et Saint Guillaume                     | De gueules à 2 gants appannés d'argent, surmontés d'un trébuchet d'or et de 2 tringles d'argent. |        |
| Meuniers (moûnî en wallon liégeois)                                    | Géraient les moulins. | Sainte Catherine                                    | D'argent à l'assile de sable. |        |
| Naiveurs (nêveûs en wallon liégeois)                                   | Les Naïveurs étaient les bateliers. | Saint Nicolas                                       | D'argent à l'ancre ayant les trabs d'or, la strangue de sable et les gumènes d'or. |        |
| Orfèvres (ôrféve en wallon liégeois)                                   | Les Orfèvres comprenaient les Voiriers ou Verriers, les Vitriers, les Brodeurs; les Peintres, les Éperonniers, les Spelliers et les Golliers ainsi que les bijoutiers, lapidaires, graveurs, selliers, les imprimeurs, les libraires, les faiseurs d'épées. | Saint Luc                                           | D'or, au tourteau biseauté de sinople, liseré d'argent, chargé de 2 écussons du même. |        |
| Poisseurs (pèheûs en wallon liégeois)                                  | Les Poisseurs groupaient les Poisonniers, Pêcheurs et débitants de poisson de rivière par opposition à Harengiers ou marchands de marée. | Saint Pierre en Saint Pholien.                      | De gueules au Perron de Liège d'or sur lequel est posé en fasce un saumon ellumé d'émail, et peautré de pourpre |        |
| Porteurs au sac (pwèrteûs å sètch en wallon liégeois)                  | | Saint Lambert                                       | De gueules à la terrasse de sinople, au fort de la Halle de carnation, vêtu d'azur et hauts de chausse de pourpre, portant sur la tête un sac de grain surmonté d'un chaperon de sable.                                         |        |
| Retondeurs                                                             | Travailleurs de l'embellissement des draps avec les rémouleurs, les banselliers (bans'lîs en wallon liégeois) qui étaient des vanniers qui dotaient les bouteilles d'un panier en osier, | Saint Jean Baptiste et Saint Maurice                | De gueules au Perron de Liège accosté de 2 paires de forces pointées d'argent. |        |
| Soyeurs (soyeûs en wallon liégeois)                                    | Les Soyeurs étaient les scieurs de long. | Vierge de la Visitation aux Frères Mineurs.         | De gueules, à la scie d'argent maintenue par une boiserie en octogone irrégulier d'or. |        |
| Tanneurs (tèneûs en wallon liégeois)                                   | Les Tanneurs groupaient Tanneurs, marchands de peaux à poil et marchands de tan. | Notre-Dame de l'Assomption en Saint Jean-Baptiste   | D'argent à l'aigle éployée de sable, becquée, languée, membrée, diadêmée de gueules. |        |
| Tisserands (ou Texheurs, tèheûs en wallon liégeois)                    | Tisseurs de toiles | Saint Désiré                                        | De gueules, au Perron de Liège d'or sur lequel est posée en pal une navette de tisserand, en or. |        |
| Vairs-scohiers (vêres-scohîs en wallon liégeois)                       | Pelletiers ou Fourreurs. « Vair-scohier » du nom de la fourrure du vair et du scohier, dérivé du mot scos qui signifie peau enlevée de la bête. | Saint Hubert                                        | D'or à a terrasse de sinople semi couverte d'une panne d'hermine fourrée de vair, à l'écureuil issant d'argent. |        |
| Vieux warriers (vî-warîs en wallon liégeois)                           | Fripiers | Sainte Anne                                         | D'or à la terrasse de sinople, à 2 bourgeois de carnation, celui de dextre vêtu d'azur aux housseltes de gueules; celui de senestre vêtu de gueules, aux houssettes d'azur, tenant entre eux un maniveau d'argent, liseré d'or. |        |
| Vignerons (vègnurons en wallon liégeois)                               | Les Vignerons comprenaient les Cothys ou maraîchers, Laitiers et Bouchers de la Halle des Vignerons où ils débitaient la chair des bêtes nourries exclusivement des résidus de leur cotillages | Saint Vincent à la Boverie                          | D'argent à la grappe de raisin feuillée de sinople, accosté de 2 faucilles d'argent emmanchées d'or. |        |

## Maisons et corporations
Contrairement à certaines cités flamandes, comme Bruxelles où les corporations se groupaient sur la Grand' Place, centre de l'activité communale, les locaux officiels des 32 Bons Métiers étaient dispersés.
Les Drapiers se réunissaient en leur halle dont l'entrée voûtée, menant à l'impasse des Drapiers, est encore visible au no 62 de la rue Hors-Château, face au couvent des Pères Rédemptoristes. Le lieu abrita le musée de Peinture.
Les Tanneurs se retrouvaient en leur halle d'abord sous la Grande Tour Saint-Lambert, à proximité de la Grande Mangherie; et ensuite rue des Tanneurs, en Outremeuse.
Les Mangons après avoir eu leur halle contiguë à la précédente, émigrèrent au lieu-dit Vesquecourt, ou Court l'Évêque, dans l'actuelle halle aux viandes. Il y eut un abattoir en Basse-Sauvenière, au lieu-dit en Bethléem.
Les Vignerons possédaient une halle minuscule mais ornée d'une tour, à l'angle de la Féronstrée et de la vieille rue du Pont.
Les Rotondeurs occupèrent un corps de bâtiment à « sèyeûte » au-dessus de la porte Vivegnis, tandis que les Fèbvres, après avoir été à la porte Sainte-Walburge, furent ensuite à celle de Beaurepart, c'est-à-dire à l'abbaye des Prémontrés, actuellement le Grand Séminaire.
Les Cordouaniers possédaient leur chambre à l'étage de deux maisons contiguës sur le « Grand Marché », maisons portant respectivement les enseignes du « Torté » et du « Lion d'Or »; approximativement les magasins Verlaine.
« La Belle Côte » en Féronstrée, qui logea successivement l'empereur Henri IV et l'illustre tribun Henri de Dinant, devient plus tard la Maison des Maçons.
Celle des Charliers fut à l'enseigne « del Rodje Mohone » (de la Maison Rouge), occupée jadis par M. de Clercx d'Aigremont, marchand de tabacs. Ce fut là que naquit le compositeur de musique Philippe Rüfer, Maître de chapelle de l'empereur Guillaume II.
La Maison des Soyeurs occupée au début du XXe siècle par la Quincaillerie Troisfontaines frères, jadis enseignée « A la Couronne d'or »; contiguë à cette dernière était « A l'Olifan », maison des Cuveliers et Sclaideurs.
La chambre des Cherwiers se trouvait à « La Porte Rouge » occupée par la papeterie Robert Protin. Quant aux Brasseurs, ils habitaient « la Barbe d'or » qui donna son nom à la ruelle toute proche.
Nous savons encore que les Porteurs au sac furent « As Mèneûs », c'est-à-dire rue des Mineurs (avec les Entretailleurs, les Poisseurs et les Chandelons), puis au quai de la Goffe.

### Halle au blé
La halle au blé se dressait sur la Batte, au milieu même de la chaussée. D'abord construite en bois, elle fut rasée en 1572, et reconstruite en pierre. À l'étage, on installa le premier théâtre lyrique où joua d'abord une troupe italienne. En 1765, on y créa le premier opéra wallon, « Li Voyèdje di Tchâfontinne », paroles de Simon de Harlez, Fabry, Cartier et Vivario, musique de Jean-Noël Hamal, maître de chapelle de Saint-Lambert. Dans la nuit du 1er au 2 janvier 1805, l'incendie dévora le théâtre. Deux ans plus tard, la Halle fut transférée en l'église Saint-Thomas qui se trouvait à l'emplacement de l'actuelle place Crève-Cœur.

### Halle au drap de Verviers
La halle au drap de Verviers se trouvait sur la place du Marché, contiguë à la prison du Maire, dans l'arrière-bâtiment de la maison enseignée « au Vert Cheval ». On y parvenait par-dessous une voûte.
En 1685, comme elle était devenue trop exiguë, l'Évêque accorda aux Tisserands verviétois, la jouissance d'une salle dans son propre palais. L'un de ses palefreniers ayant laissé choir une chandelle allumée sur la paille des écuries, l'édifice flamba et l'incendie dévora 800 pièces de drap.

## Les officiers dignitaires

### Gouverneurs
À la tête de chaque métier, on trouvait deux Gouverneurs qui, comme tous, d'ailleurs, devaient être ouvriers manuels « ouvriers à main et cuiseurs de pain » dit le Règlement des Boulangers. Cette haute fonction qui équivalait à celle de président des sociétés actuelles, ne pouvait être, pour le titulaire, la cause d'aucun avantage pécuniaire. Il ne pouvait se prévaloir de son titre, devant la clientèle. Cependant, il recevait une minime rétribution prélevée sur la Caisse de la Confraternité, mais il devait dépenser cet argent à l'acquisition d'une « Huplande de drap d'une couleur à faire honneur au Bon Métier ». Parfois, on y ajoutait un certain poids de cire vierge.
D'autre part, pour bien montrer que la fonction était purement honorifique, le candidat devait faire largesses, le jour de son élection. Or, après l'établissement, à Liège de la Commune démocratique qui en fit sa richesse pendant tant d'années, les gens de noblesse qui n'entendaient point se désintéresser de la république se firent inscrire sur la liste de l'un ou de l'autre métier.
Ils choisirent tout spécialement celui des Vairs Scohiers ou Pelletiers qui, ainsi, prit bientôt allures d'aristocratie. Ces politiciens professionnels jetèrent le désordre dans l'organisation du travail, si bien qu'il devint urgent de prendre de sérieuses mesures de protection : « Comme, pour pourchasser les offices on fait de grosses dépenses quiconque agira ainsi sera privé d'offices pendant 10 ans et comme on voit plusieurs amateurs d'offices courir de Métier à autre, s'avancer d'abandonner notre Métier pour hanter un autre; quiconque après avoir agi ainsi prétendrait revenir au premier ne pourra y obtenir d'offices qu'après 3 ans expirés. » Enfin, il fut convenu qu'un Gouverneur sortant ne serait rééligible qu'après un délai de 2 ans.

### Des Jurés
Après les Gouverneurs, il y avait les Jurés. « Vous choisirez sur votre Métier trois hommes, pour être jurés, qui soient bons, idoines, prudents, légitimes de père et de grand-père, sans titre de répréhension » dispose le Règlement des Charpentiers. Le Moyen Âge resta intraitable envers la bâtardise, cependant que l'on vit un bâtard, Georges d'Autriche, régner sur Liège.
Les jurés ne recevaient annuellement qu'un florin pour se faire faire une robe ou manteau « pour plus honorablement venir au Conseil »

### Du Clerc
Le Clerc ou Greffier s'occupait des écritures. C'était le secrétaire de l'Association. Il devait inscrire les entrées et les sorties de membres; transcrire sur le registres et délivrer copies conformes des sentences du Tribunal des Officiers : « il devra, ledit Clereque, tous les ans, le jour de la Sainte Anne, lire et publier les noms (nos prénoms) et les surnoms (nos noms de famille) des acquérants et relevants » dit le Règlement des Mairniers

### Du Rentier
Le Rentier était le Trésorier de la Société, chargé d'encaisser les droits d'inscription, de faire rentrer les amendes et de réceptionner les rentes. Une fois l'an, il devait rendre compte de sa gestion, devant l'Assemblée générale du Bon Métier. Il lui était formellement interdit de décaisser quelque somme que ce fut pour la récréation des membres, sinon celles qui étaient prévues par le Règlement. Celui des Febvres dispose que « Pour faire cesser les dépenses inutiles, le Rentier ne pourra plus décaisser que pour célébrer les Trois Rois », anniversaire de l'écrasement de ceux d'Athin, « la S. Jacques », jour de l'élection des officiers, « et de la S. Eloy », patron du Métier. Tous autres frais devaient rester à charge de qui les aurait avancés.

### Du Varlet
Le Varlet remplissait l'emploi plus humble de l'huissier. Il se rendait de maison en maison pour convoquer les membres aux séances corporatives et pour délivrer les cédules aux inculpés appelés à venir s'expliquer devant la Chambre arbitrale. Afin de simplifier sa mission, notamment au cas de mobilisation générale, on prit l'habitude de grouper les gens d'un même Métier et pour d'aucuns, cette coutume devint même une obligation. C'est ainsi que sous peine de se voir priver de la Halle et du moulin à tan, les tanneurs durent habiter dans un « clawir » que le Règlement de 1418 définissait comme suit : « Outre le pont des Arches et la Maison Renechon Godin, jadis tanneur, qui est empris de Chok et qui joint alle Brassine qu'on dit de la Chaisne (cette brassine se trouvait au pont Saint-Julien) » et qui, postérieurement, fut délimité: « à scavoir de la rue des Frères de Jérusalem (actuelle rue Fosse-aux-Raines, c'est-à-dire aux grenouilles. Le fossé de l'enceinte Notgérienne baignait le couvent des Récollets de Liège) qu'ondit Pied Déchau jusqu'à la Chapelle Ste Barbe qu'ondit Pont des Arches (la Chapelle se trouvait au milieu du Vieux Pont des Arches lequel était couvert d'habitations) ».
Du Varlet, on n'exigeait guère de compétence. Il devait savoir lire et écrire, à peine de nullité de son élection. Chaque année, il recevait non plus la houppelande ordinaire, mais un simple chaperon.

### Des Rewards
Le Reward était dit indifféremment Wardeur, Ewardeur, Wardant ou Ewardin. Il cumulait les fonctions de vérificateurs communaux des denrées alimentaires et d'inspecteurs du travail. Il lui était loisible, en tout temps, de procéder à des visites domiciliaires chez les gens du Métier, afin de surveiller les systèmes de fabrication, le bon état des machines, outils, et l'observation des règlements tant généraux que d'atelier. Si quelqu'un lui refusait l'entrée, il y avait présomption légale de contravention, contre le marchand. Les Rewards apposaient leur marque sur les fabricats conformes et s'emparaient de ceux qu'ils jugeaient défectueux. Toutefois, leur décision n'était pas toujours sans appel, car on les voit forcés, parfois, de soumettre leurs prises au Tribunal des Officiers.
Ces derniers se réservaient parfois le même pouvoir, ainsi qu'on l'apprend à la lecture du Règlement des Vignerons : « Les Gouverneurs, greffiers et varlets pourront, en tout temps, visiter les maisons, jardins et cotillages pour s'assurer du fait que le règlement est observé ».
Le nombre des Rewards variait selon les Métiers. C'est ainsi que les Febvres en possédaient deux, l'un choisi par la généralité du Métier, avec l'approbation du Grand Maïeur qui était le président du Tribunal des Échevins jugeant au Criminel; l'autre désigné par les Potstainiers et nommé par les Maieurs ou bourgmestres. Les Boulangers en avaient cinq. Là, chacun des 5 vinâves ou quartiers en désignait deux et les magistrats communaux choisissaient cinq de ces dix hommes.
Les Pêcheurs en nommaient quatre, le jour de la Saint-Jacques; les Brasseurs 10, soit 2 par vinâves, le jour de la Saint-Arnold, leur patron; les Drapiers, 9, au 1er mai, soit deux choisis par la généralité du Bon Métier, deux par les Maîtres, deux par les Tisserands; deux par les Foulons et un par les Teinturiers en draperie, Quant aux Couvreurs, ils en avaient 3; les Toiliers, un par vinâve les Flockeniers 4, élus à la date qui leur convenait le mieux.
Parfois, les Rewards étaient assistés dans leur besogne par des experts spécialisés, tels le compteur d'escailles ou d'ardoises et l'Usinier de la Halle.
À côté de tous ces dignitaires, il y avait encore un certain nombre d'offices ad vitam, ou à vie, qui étaient notamment l'office de la Banneresse (Porte drapeau), du Porte-Panonceau et de la Valèterie, ainsi que du Chapelain. La Renterie, de même, n'était pas élective.

### De la Raede
On aurait tort de croire que tous les autres membres d'un même Métier aient possédé des droits identiques. Au contraire, tandis que d'aucuns étaient en possession de la Raede ou Raulte, c'est-à-dire de la plénitude du droit; d'autres ne jouissaient que d'un droit restreint nommé indifféremment Petite Raede, Cropage ou Bourgeoisie. Quelques Métiers donnaient à ce Cropage un nom spécial, c'est ainsi que les Brasseurs le nommaient le Chauldron et les Boulangers la Floyonerie (du wallon floyon, qui signifie flan. Le floyonier était le pâtissier). Le Pâtissier qui voulait cuire du pain devait acquérir la Grande Raede. On lit de même que, chez les Merciers, les petits marchands, les colporteurs, les ambulants, trop pauvres pour acquitter la pleine taxe, pouvaient en se contentant du droit de Bourgeoisie, vendre de porte en porte « brocales » (tiges d'orties séchées, qui furent les premières allumettes) et « ramons » (balais).

### Du Tribunal des Officiers
Le Tribunal des Officiers apparaît sous la forme d'un conseil de prud'hommes avant la lettre, dont la compétence s'augmenterait de celle des Tribunaux de commerce.
Les gens de Métiers échappaient à la juridiction commune, sauf en ce qui concernait les délits d'importance et les crimes. C'est ce que dit le Règlement des Charliers : « qui proférera injure verbale ou autre, ou fera excès léger, hormis toutefois effusion de sang, mutilation de membre et propos séditieux de Lèze-Majesté sera corrigé par les Officiers ».
Voyons le règlement des Cuveliers : « En ce qui concerne les injures faites pendant que le Métier sera assemblé, il est décidé que si le débat ou l'injure ne comporte pas de sang coulant, le délit sera porté devant les Officiers ». Au contraire, « s'il s'agit d'une atteinte à l'honneur, d'une blessure à sang coulant ou de plaie ouverte », le cas sera de la compétence des tribunaux ordinaires.
Le Règlement des Soyeurs répète : « On frappera d'amende quiconque frappera, mais sans dague et sans couteau tiré; ceux qui useront de ces armes relèveront des tribunaux ordinaires ».
Les textes prévoient même le cas où le délinquant est officier. Celui-ci sera jugé par sept de ses pairs, choisis tant parmi ceux en fonctions que parmi les anciens officiers.
« Tout désaccord entre confrères sera aplani par les Officiers », telle est la Règle Générale; le plaid se tenait les mardi, jeudi et samedi de chaque semaine, à 8 heures précises du matin.
Il faut croire que, parfois, la séance était plutôt houleuse, car nous lisons: « Que les femmes des parties plaidoyantes ne se présument de soi trouver sur la dite chambre pour faire noise ou débat, mais deveront laisser faire et proposer facteurs et préloduleurs » et plus loin « Pendant les assemblées, que nul ne se présume frapper pougne (poings) sur les tables; tripper (piétiner), ni foller (fouler) sur icelles ».

## Caractères des gildes
Les 32 Bons Métiers de la Ville, Cité et Banlieue de Liège présentaient le quadruple caractère de Confraternités commerciales, de Confréries religieuses, d'Associations politiques et de Compagnies militaires.

### Confraternités commerciales

#### Rapports entre marchand et acheteur
Le Règlement règle d'abord les relations entre marchands et acheteurs. Puisque d'une part, on va forcer le simple citain à passer nécessairement par l'intermédiaire de ceux qui exploitent de véritables monopoles, qu'on lui impose, par ainsi dire, le fabricat dont il peut avoir besoin, il paraît équitable, d'autre part, qu'on donne aux transactions la garantie de l'État. Il ne doit être trompé ni sur le poids (on fixe celui du pain commun ou de ménage), ni sur la qualité.
La « marque » apposée par le Reward, sur un objet vaut certificat de loyauté marchande. Ce fonctionnaire saisit et détruit impitoyablement toute denrée impropre à la consommation (c'est ainsi qu'il jette à la rivière la viande avariée) et toute marchandise mal faite (c'est ainsi qu'il brûle au Perron, sous le titre de Fausse Draperie, tout drap mauvais). Dans certains cas moins graves, on le voit, notamment, couper la lisière tout le long de la partie du tissu où il a découvert un défaut invisible par le profane. Si celui-ci entend acheter quand même, c'est son affaire.
Les bouchers et les harengiers sont tenus de planter une bannière sur leur étal, afin que la clientèle soit avertie qu'il est débité chair ou poisson de qualité inférieure.

#### Rapports entre confrères
Le Règlement cherche ensuite à régler tant les rapports entre Métiers différents dont les limites restent parfois incertaines, qu'entre acquérants d'un même Métier.
Dans la démocratie organisée qu'était le Gouvernement liégeois, l'égalité était principe fondamental. Il importait qu'un confrère ne put s'enrichir démesurément et c'est pourquoi, notamment, un Brasseur qui, cependant, pouvait posséder des revendeurs en nombre illimité, ne pouvait brasser qu'un maximum de 40 tonneaux de cervoise, par semaine.
Quiconque découvrait un stock de marchandises devait le partager avec les collègues qui en exprimaient le désir; et dans le même ordre d'idées, il était interdit d'acheter aux ambulants qui se dirigeaient sur Liège pour la ravitailler. Les ballots du marchand étranger devaient arriver directement au Marché, où, examinés par les Rewards, chacun pouvait en acquérir selon ses nécessités.
Il y avait une autre raison à cette règle, c'est que le vendeur venant du dehors devait acquitter deux taxes successives, d'abord la Tourny ou droit d'entrée, et ensuite le tonlieu ou taxe perçue sur les produits exposés en vente.
Cependant, certaines localités étaient dispensées de la Tourny, mais elles payaient, en retour, un tribut souvent bizarre. C'est ainsi qu'annuellement, Düren envoyait deux vases de sapin et une paire de gants blancs; Francfort-sur-le-Main, une paire de gants en peau de cerf et une livre de poivre; Nuremberg, un espadon avec son beaudrier; Lubeck une épée et une paire de gants blancs et Nimègue, un gant rempli de poivre.
Verviers était dispensé, en ce qui concernait ses draps, de la taxe de tonlieu.
Pour éviter tout conflit aigu entre Métiers différents, les précautions les plus minutieuses étaient prises. C'est ainsi qu'il était prévu qu'un coutelier pouvait vendre une gaine avec le couteau y contenu; mais non le fourreau sans la lame, ce qui était monopole du gainier.
De même, afin d'éviter un long chômage, les Mangons étaient autorisés à débiter du poisson en Carême, mais ils ne pouvaient acquérir, au total, que la tierce part de la pêche; les deux autres tiers étant réservés aux Poissonniers.

#### Des rapports entre maitres et ouvriers
Le Règlement s'occupe ensuite des rapports entre Maîtres et Ouvriers. Ceux-ci étaient peu nombreux, leur nombre étant limité par les dispositions légales. On ne peut invoquer aucune ressemblance entre l'organisation du travail au temps des Métiers et la même, au temps des usines modernes.
Le congé devait être donné, par le patron, le vendredi avant midi; cependant, il semble que le préavis coutumier était de huitaine. Quant au congé donné par l'ouvrier, il était décidé que le délai de préavis serait porté au double, à la veille d'un Djama ou double fête. En effet, à cette époque, la besogne était plus importante et plus pressée qu'en autre temps, chacun désirant étrenner pour la procession ou pour la kermesse. Le maitre n'aurait pu satisfaire la clientèle s'il s'était produit une défection parmi son personnel. Il y avait mieux encore : un patron Mairnier surchargé de commandes urgentes possédait le droit d'obtenir en prêt l'un des collaborateurs d'un confrère moins achalandé.
En ce qui concernait les salaires, on ne pouvait ni les faire baisser artificiellement, ni s'associer pour les faire hausser, ce qui est le droit de grève.
L'ouvrier ne pouvait achever un travail commencé par un confrère, s'il entendait se contenter d'un salaire moindre. S'il était embauché pour suppléer à un départ, il devait s'assurer avant de se mettre à la besogne, que son prédécesseur avait reçu, son salaire, intégralement.
Mais, les Maîtres ne pouvaient s'associer pour ne vendre qu'à un prix déterminé de commun accord, ce qui aurait eu pour conséquence de faire fausser, artificiellement, le prix de la vie.
Dans toute cette ancienne législation commerciale, il est tenu compte d'un facteur : l'acheteur.
Pour la durée de la journée de travail, le principe était que l'on devait déposer l'outil dès que, pour travailler, il devenait indispensable d'allumer la chandelle. Si grande la journée fut-elle, cela ne pouvait satisfaire ces petits patrons cherchant à augmenter leur pécule. Certains éludèrent la loi, en continuant à œuvrer à la lueur du foyer ou du four.
La disposition reste impopulaire, c'est-à-dire sans effet. Après avoir constaté que ce Règlement ne fut jamais appliqué en fait, les Banseliers le supprimèrent purement et simplement, par une décision du 29 juin 1681. D'autre part, les Banseliers rédigent un horaire variable selon les saisons et les Fèbvres décident de déléguer l'un des leurs pour sonner la cessation du travail au clocher de Saint-Nicolas-au-Trez qui était rue du Vertbois.

#### De l'apprentissage
Le législateur accorde une attention toute particulière à l'apprentissage. Sa durée varie de Métier à Métier. Il va de 2 ans à 6 ans (chez les Potstainiers). Afin de ne pas encombrer les cadres, on réduit autant que faire se peut, le nombre des apprentis. En général on n'en possède qu'un seul. On voit les Couvreurs décider qu'on n'en peut instruire un second qu'après l'expiration d'un délai de six ans.
L'apprenti est pris à l'essai, lequel ne peut dépasser la quinzaine, après quoi le Maître doit avertir les Gouverneurs. C'est à cet instant que le stage commence, tout au moins officiellement.
Pendant la première année, l'apprenti n'a droit à aucun salaire sans qu'il soit interdit au patron de rémunérer volontairement les services qu’il peut lui rendre.
Le stage achevé, le candidat devait présenter le chef d’œuvre coutumier, qui devenait la propriété du Bon Métier mais que l'apprenti pouvait racheter. S'il échouait à l'examen, il devait laisser s'écouler certain délai avant de pouvoir à nouveau tenter sa chance. On trouve des traces d'un droit d'appel contre la décision des examinateurs, devant le Tribunal des Officiers.
Enfin, le patron avait le droit de conserver, par privilège, son ancien apprenti comme compagnon, à la condition, toutefois, de lui servir le salaire habituel des gens de la profession.

#### De la main d’œuvre étrangère
Les Règlements cherchaient à fixer le statut des ouvriers étrangers, s'efforçant de concilier les intérêts égoïstes d'une profession qui limite ses adeptes-citadins, avec l'esprit de charité chrétienne. C'est ce qu'édictent les Potstainiers : « À cause des calamitès et misères de la guerre, l'ouvrier étranger pourra séjourner un mois ou deux ». Nous devons à la vérité de dire que cette disposition était tout à fait exceptionnelle. Il ne fallait pas provoquer le chômage de l'ouvrier inscrit régulièrement au Bon Métier. En règle générale, l'étranger après avoir travaillé, pendant 15 jours, était tenu de poursuivre sa route. Quant aux Naiveurs, considérant sans doute que tout batelier devait être de l'endroit, afin de connaître bas-fonds et passes, dans les fleuves et rivières, ils se refusaient à toute concession.
En 1495, comme les guerres perpétuelles et le bannissement des Réformés avaient décimé les cadres, le Cardinal Évêque Érard de La Marck se vit contraint de faire appel à la main d’œuvre étrangère.

### Confréries religieuses

#### Des processions d'obligation
Chacun des 32 « Bons Métiers » est placé sous le patronage d'un saint dont la fête annuelle est chômée.
Plusieurs règlements, notamment celui des charpentiers, soumettent tout acquérant à l'obligation de se faire inscrire à la confrérie (celle de Saint-Joseph pour les charpentiers) et d'en acquitter le droit d'inscription qui est de 10 pattars.
Le maître de la confrérie est rangé parmi les Officiers. 

Ceux-ci, au jour de leur élection, doivent prêter serment non seulement de fidélité au Très Redouté Seigneur de Liège titre inventé par Louis de Bourbon, mais en plus de faire publiquement profession de foi ils sont tenus à « la vraie et sainte religion catholique, apostolique et romaine, de toute antiquité maintenue et observée en cette cité, ville et pays ».
Cette obligation est d'ailleurs commune à tous les membres, indistinctement.
Avec le règne somptueux d'Érard de La Marck, qui fait figure de Louis XIV liégeois, s'ouvre l'ère des persécutions religieuses. Sous l'influence de ce prince nommé par la France et placé sous la tutelle de l'Espagne, on voit les Fèbvres imposer à leurs adhérents l'obligation de dénoncer tout ennemi de la Religion qu'ils viendraient à découvrir.
Érard institue la procession de la translation de saint Lambert (commémoration du retour des cendres du martyr qui avait été inhumé clandestinement à Maastricht), à laquelle on porte le buste reliquaire du glorieux patron. II rend obligatoire la participation à ce cortège, comme aux anciennes processions du Saint-Sacrement et des Écoliers (abbaye des Écoliers, en Outremeuse).
Par cet expédient, il arrive à dresser la liste complète des réformés, car tout bourgeois présent doit donner son nom au greffier de la confrérie à laquelle il appartient.
Les règlements s'occupent du moindre détail d'organisation des processions. Ils fixent l'emplacement de chacun et la toilette des participants.

#### Des obsèques
Aux obsèques d'un confrère, la confraternité est représentée par une importante délégation. Les officiers inférieurs, souvent les quatre derniers greffiers élus, sont tenus de porter la bière à l'église et de là au cimetière paroissial.
À l'issue de la cérémonie, le Valet prend la plus grande chandelle ayant brûlé auprès du catafalque et la rapporte dans la chambre du Bon Métier. En retour, celui-ci[Qui ?] la fait porter dans un autre temple quelconque où, avant l'achèvement d'une quarantaine[Quoi ?], on célèbre une Haute Messe, avec diacre et sous-diacre, pour le repos de l'âme du trépassé.
La confrérie convoque ses membres à la cérémonie funèbre par les Clokmans qui, portant une clochette, criaient en rue (à l'exemple des prieurs ou crieurs publics) les Offices de Requiem, et annonçaient les distributions prochaines d'argent ou de vivres en exécution des fondations pieuses.
Nous voyons même les officiers faire l'office des clokmans.
À ceux qui ont assisté aux obsèques, le rentier remet une certaine somme d'argent « pour se récréer ». Ce mot n'a rien qui doive étonner, car c'est encore une habitude populaire qu'au retour d'un enterrement, on visite les nombreux cabarets voisins du cimetière où l'on boit copieusement « à la santé » du mort.
Enfin, la délégation faisait don d'une pièce d'or aux serviteurs du défunt.
Longtemps, il est de tradition que la famille de celui-ci offre du vin aux participants ; mais en 1649 Ferdinand de Bavière croit devoir abolir cette coutume, « la plupart des familles n'étant plus assez riches pour supporter la dépense ».

#### Des épousailles
Le métier est représenté par une délégation au mariage d'un fils ou d'une fille de confrère.

### Associations politiques
Le 14 février 1313, date la plus importante des Fastes liégeois, on signe la Paix d'Angleur qui décide qu'à l'avenir nul ne pourra plus être ni Maïeur, ni Juré, s'il n'est « ouvrier à main » (manouvrier). À partir de ce jour, Liège prend la forme nettement démocratique. C'est le peuple seul qui règne alors que partout ailleurs, le Moyen Âge lui refuse tout droit.
Par suite de cette révolution, tout homme de noblesse qui n'entend pas se désintéresser totalement de la République, doit se faire inscrire sur les listes de l'un de nos 32 Bons Métiers. Ils choisissent celui des vairs-scohiers ou Pelletiers parce qu'il semble exiger le moindre effort manuel.
Malheureusement, on constate bientôt que ces politiciens professionnels provoquent le désordre dans l'organisation du travail et pour porter remède à cet état de choses, on est forcé d'édicter plusieurs lois de protection sociale « comme pour pourchasser les offices, on fait de grosses dépenses », quiconque aura agi ainsi sera privé d'offices pendant 20 ans. Il est donc interdit d'acheter les suffrages, de promettre « dons et emplois subalternes » aux agents électoraux.
« Comme on voit plusieurs amateurs d'offices courir de Métier à autre, s’avancer d’abandonner notre Métier pour hanter un autre » quiconque après avoir agi ainsi prétendrait revenir au premier, ne pourrait y obtenir d'offices qu'après 3 ans expirés. Mais ce délai est réduit à un an pour les nouveaux adhérents qui n'ont pas encore fait partie d'un autre groupement.
C'étaient les Métiers qui élisaient les bourgmestres et c'est ainsi que le pouvoir communal était aux mains de la démocratie liégeoise.
Remarquons qu'à deux ou trois exceptions près, personne ne se plaignit des maïeurs dont nombre furent des héros dignes de mémoire. Ils luttèrent tant qu'ils le purent contre les tentatives continuelles des Princes-évêques visant au pouvoir absolu. Ce fut grâce à eux que Liège, ville épiscopale, au siècle des persécutions religieuses, ne connut jamais les fameux placards de Charles Quint.
Parfois, les Bons Métiers furent divisés par la politique. Rappelons la lutte sanglante entre Fèbvres et Houilleurs, lors de l'aventure du turbulent Wathieu d'Athin, qui rêvait de dictature et qui fut banni honteusement.

### Compagnies militaires
Le Métier marche à l'ennemi sous sa bannière et le commandement de ses officiers.
La bannière porte le nom, le numéro de préséance, le blason, et la patronne du métier sur fond écarlate accosté de palmes vertes (voir image ci-contre).
Le 13 octobre 1213, Liège triomphe du duc de Brabant, l'ennemi juré, à la célèbre Warde de Steppes. Pendant la bataille, le Bon Métier des Mangons se distingua de façon si spéciale qu'on lui bailla le curieux privilège de sonner la grosse cloche de Saint-Lambert, au jour de la commémoration annuelle de la victoire. Les Bouchers la sonnèrent avec une telle violence qu'ils la fêlèrent.
Le 18 juillet 1347, c'est la bataille de Waleffe engagée contre l'évêque Englebert de la Marck. Au cours de la défaite qui couta la vie à 12 000 liégeois, le Bon Métier des Houilleurs se sacrifia valeureusement pour assurer la retraite des débris de l'armée.
Le 9 mai 1405, à la bataille d'Heure-le-Romain où les liégeois furent vaincus par les alliés de Jean de Bavière, dit Sans Pitié, la presque totalité des Bons Métiers des Meuniers et des Fèbvres périt pendant la déroute. Michelot, Procureur des Fèbvres, fait prisonnier par l'Évêque, fut traîné à Maastricht et pendu à l'arbre de Lichtemberg.
Les Règlements reproduisent un certain nombre d'obligations militaires.

## Les marchés

### Apleits
Parmi les principaux marchés de la Cité, Il y a les « Apleits » ou marchés au poisson. Le principal Apleit se tenait sur le Grand Marché en face de l'Hôtel de ville. En cet endroit, le rieux  dé Chéneau (du Chenal), branche de la torrentueuse Légia qui venait de la troisième cour du Palais Épiscopal, prenait le nom de rieux des Pêcheurs. Il était canalisé et divisé en viviers de dimensions identiques par des grilles. Les Poissonniers y conservaient leur marchandise vivante, dans l'eau courante. Dès que la nuit commençait à tomber, on poussait de grosses pierres plates sur le chenal, afin d'empêcher les accidents. Plus tard, on le borda d'une basse muraille sur laquelle, en 1733, on planta un garde-fou en fer.
Ensuite, le rieux des Pêcheurs se dirigeait sur la Grande Manghenie à laquelle il servait d’égout en suivant la rue de la Madeleine et allait rejoindre la Meuse par la rue du Rêwe.
Pendant un certain temps, assez difficile à déterminer, le Grand Apleit fut exilé sur l'ile aux Hochets, au lieu-dit « Vieux Village ». Cette île se trouvait entre le biez Saint-Denis (actuelle rue de l'Université) et le biez Saint-Denis (actuelle rue de la Régence).
Il ne tarda pas à revenir au Grand Marché.
Il existait deux autres apleits, l'un à l'entrée du faubourg Saint-Gilles, hors les murs; l'autre au pont Saint-Nicolas en Outremeuse.

### En Cordouanerie
En Cordouanerie est le lieu où se tenait le Marché à la Chaussure, c'est-à-dire la chaussée même, entre la troisième cour du palais et la paroissiale Saint-André.
Les Savetiers exposaient leur marchandise le long de la muraille du couvent des mineurs.

### Marché aux bêtes
Le marché aux bêtes se tenait sur la Batte, au lieu-dit « En Gravioule » et sur la place du Marché. Cette foire surnommée « A la planche » était située vers l'Hôtel de ville..

### Marché aux puces
Le marché aux puces qui se trouve actuellement sur le boulevard de la Constitution, se tenait jadis sur le Grand Marché. En mars 1680, quand la Légia baignant la face postérieure du palais, au pied de Pierreuse, fut voûtée, ce fut en cet endroit que les Vieux Warriers ou Fripiers furent déplacés.

### Vieux marché devant le palais
On nommait Vieux Marché devant le Palais ce qui avait été le Pré l'Évêque, c'est-à-dire la petite place triangulaire comprise entre le palais des Princes-Évêques et la cathédrale Saint-Lambert. En 1830, on y voyait encore quelques barbiers y opérant en plein vent.
Les éventaires des bouquinistes s'alignaient sous les galeries de la première cour du palais. Des pierres encastrées dans la voûte qui indiquaient les emplacements réservés sont encore visibles.

### Marché au perron
Le marché au perron n'était autre que la large Vinâve d'Île, face à la cathédrale Saint-Paul. On le nommait ainsi parce que, à cette époque, la fontaine aujourd'hui couronnée par la Vierge à l'Enfant de Del Cour, était surmontée d'un perron liégeois de 40 pieds d’élévation.

### Marché aux escailles
Le marché à la chaux et aux escailtes c'est-à-dire aux ardoises, se trouvait sur le quai Sur-Meuse. Fin du XIXe siècle, c'était encore en cet endroit le lieu de débarquement des ardoises.

### Marché aux fruits
Le principal marché aux fruits était situé jadis, comme de nos jours avec le marché de la Batte, au quai de la Goffe. On en trouvait un autre au rivage de la Sauvenière et un troisième au rivage d'Avroy.

### Marché au vin
Il existait deux marchés au vin. Le premier, celui du vin amené à Liège, par charriots, se trouvait sur la place du Marché « entre la Maison du Faucon et celle de Colette Dumoulin », dit le règlement des Cuveliers.
Celui du vin amené par bateaux était au quai de la Goffe, au lieu-dit « Le Vivier », où l'on dégustait le vin, par pots, sur les pontons même.

### Marché au blé
Le marché au blé se tenait « En Gravioule », devant le débarcadère de la barque de Maestricht qui, depuis le Moyen Âge, n'a pas cru devoir changer de port d'attache.

### Foires franches
En 1534, l'évêque Érard de La Marck, voulant parer à la famine, créa la première foire franche à laquelle « tout condamné de droit civil pourra mener le grain à Liège, le mercredi, pour l'y vendre sans qu’on puisse le molester, ni l'arrêter. Il en est de même pendant les temps de la veille de la SS. Simon et Jude jusqu'après la fête passée ».
Il s'agit, bien entendu, de la prison pour dettes, uniquement. Restaient exclus de cette mesure extraordinaire les Israélites, les Réformés et les pestiférés. En 1663, Maximilien-Henri de Bavière porta ces foires au nombre de trois. La première commençait la veille de la Saint-Simon; la seconde, le vendredi avant Pâques et la dernière le vendredi avant la Saint-Jean. Chacune avait une durée de huit jours.

## Toponymie
Les métiers ont eu une influence sur les noms de rues. En effet, certaines ont pris le nom de la corporation qu'elles abritaient : rue des Tanneurs, quai des Tanneurs, rue Lulay-des-Fèbvres, impasse des Drapiers, degrés des Tisserands, rue des Vignerons, rue des Brasseurs ou encore la rue des Meuniers.

#### Générale
- Fabrice Muller, Les trente-deux bons métiers de la cité de Liège, Liège, 1998-2003, 2e éd., 32 p..
- Eugène Polain, « La vie à Liège sous Ernest de Bavière (1581-1612). Études archéologiques », Bulletin de l'institut archéologique liégeois, vol. LXI,‎ 1937, p. 5-46 (lire en ligne, consulté le 20 avril 2015).
- Édouard Poncelet, « Les bons métiers de la Cité de Liège », Bulletin de l'institut archéologique liégeois, vol. XXVIII,‎ 1899, p. 1-219 (lire en ligne, consulté le 20 avril 2015).
- Rodolphe de Warsage, « Nos XXXII bons métiers liégeois », Bulletin de la société royale Le Vieux-Liège, vol. V, no 5,‎ 1905, p. 67-69 (lire en ligne, consulté le 20 avril 2015)
- Analyse des chartes et privilèges des XXXII bons métiers de la ville, cité et banlieue de Liège, Wetteren, Meester, 1933, 57 p..

#### Spécifique
- Stanislas Bormans, « Le Bon Métier des tanneurs de la Cité de Liège », Bulletin de la Société liégeoise de littérature wallonne, vol. 5,‎ 1862, p. 149-482.
- Stanislas Bormans, « Le Bon Métier des drapiers de la Cité de Liège », Bulletin de la Société liégeoise de littérature wallonne, vol. 9,‎ 1867, p. 81-232.
- Stanislas Bormans, Glossaire technologique du métier des drapiers, Liège, Carmanne, 1867, 64 p. (lire en ligne).
- Lucien Grosjean, « Évolution de deux métiers liégeois depuis le XVIe siècle jusqu'à la Révolution française : les entretailleurs et les vieux-wariers », Bulletin de la société royale Le Vieux-Liège, t. 4, no 96,‎ 1952, p. 97-107.
- Joseph Halkin, « Le Bon Métier des vignerons de la Cité de Liège et le Métier de vignerons et cotteliers de Namur », Bulletin de la Société liégeoise de littérature wallonne, vol. 36,‎ 1895, p. 9-133.
- Édouard Poncelet, « Le Bon Métier des merciers de la Cité de Liège », Bulletin de la Société liégeoise de littérature wallonne, vol. 50,‎ 1909, p. 9-133.
- Édouard Poncelet et Émile Fairon, « Liste chronologique d'actes concernant les métiers et confréries de la cité de Liège : 1 - Le bon métier des fèvres (pp. 310 à 343) », Annuaire d'Histoire Liégeoise, t. 1, no 5,‎ 1937, p. 306-343, article no 25 (ISSN 0304-0771, OCLC 183358507).
- Édouard Poncelet et Émile Fairon, « Liste chronologique d'actes concernant les métiers et confréries de la cité de Liège », Annuaire d'Histoire Liégeoise, t. 2, no 6,‎ 1938, p. 8-66, article no 31 (ISSN 0304-0771, OCLC 183358507).
- Édouard Poncelet et Émile Fairon, « Liste chronologique d'actes concernant les métiers et confréries de la cité de Liège : 6 - Le bon métier des vignerons (pp. 87 à l00). 7 - Le bon métier des houilleurs (pp. 101 à 107). 8 - Le bon métier des pêcheurs (pp. 107 à 114). 9 - Le bon métier des cuveliers et des sclaideurs (pp. 114 à 132) », Annuaire d'Histoire Liégeoise, t. 2, no 7,‎ 1939, p. 87-132, article no 36 (ISSN 0304-0771, OCLC 183358507)

- Édouard Poncelet et Émile Fairon, « Liste chronologique d'actes concernant les métiers et confréries de la cité de Liège : 10 - Le bon métier des porteurs (pp. 203 à 234). 11 - Le bon métier des brasseurs (pp. 235 à 267) », Annuaire d'Histoire Liégeoise, t. 2, no 8,‎ 1940, p. 203-267, article no 43 (ISSN 0304-0771, OCLC 183358507).
- Édouard Poncelet et Émile Fairon, « Liste chronologique d'actes concernant les métiers et confréries de la cité de Liège : 12 - Le bon métier des drapiers (pp. 396 à 456). 13 - Le bon métier des retondeurs et banseliers (pp. 457 à 466) », Annuaire d'Histoire Liégeoise, t. 2, no 9,‎ 1941, p. 397-466, article no 50 (ISSN 0304-0771, OCLC 183358507).
- Édouard Poncelet et Émile Fairon, « Liste chronologique d'actes concernant les métiers et confréries de la cité de Liège : 14 - Le bon métier des entretailleurs de drap (pp. 509 à 526). 15 - Le bon métier des vieux-wariers (pp. 526 à 535). 16 - Le bon métier des vairenxhohiers ou pelletiers (pp. 535 à 543) », Annuaire d'Histoire Liégeoise, t. 2, no 10,‎ 1942, p. 509-543, article no 55 (ISSN 0304-0771, OCLC 183358507).
- Édouard Poncelet et Émile Fairon, « Liste chronologique d'actes concernant les métiers et confréries de la cité de Liège : 17 - Le bon métier des soyeurs (pp. 7 à 16). 18 - Le bon métier des naiveurs (pp. 17 à 45). 19 - Le bon métier des mairniers (pp. 45 à 56) », Annuaire d'Histoire Liégeoise, t. 3, no 11,‎ 1943, p. 7-56, article no 58 (ISSN 0304-0771, OCLC 183358507).
- Édouard Poncelet et Émile Fairon, « Liste chronologique d'actes concernant les métiers et confréries de la cité de Liège : 20 - Le bon métier des charpentiers (pp. 131 à 153). 21 - Le bon métier des couvreurs (pp. 154 à 163). 22 - Le bon métier des maçons (pp. 164 à 182) », Annuaire d'Histoire Liégeoise, t. 3, no 12,‎ 1944, p. 131-182, article no 64 (ISSN 0304-0771, OCLC 183358507).
- Édouard Poncelet et Émile Fairon, « Liste chronologique d'actes concernant les métiers et confréries de la cité de Liège : 23 - Le bon métier des corduaniers (pp. 374 à 385). 24 - Le bon métier des corbesiers (pp. 386 à 390) », Annuaire d'Histoire Liégeoise, t. 3, no 13,‎ 1945, p. 374-390, article no 69 (ISSN 0304-0771, OCLC 183358507).
- Édouard Poncelet et Émile Fairon, « Liste chronologique d'actes concernant les métiers et confréries de la cité de Liège : 25 - Le bon métier des texheurs ou tisserands de toile (pp. 447 à 455). 26 - Le bon métier des cureurs et toiliers (pp. 456 à 458). 27 - Le bon métier des harengiers et fruitiers (pp. 458 à 467). 28 - Le bon métier des bouchers dits mangons (pp. 467 à 497) », Annuaire d'Histoire Liégeoise, t. 3, no 14,‎ 1946, p. 447 -497, article no 74 (ISSN 0304-0771, OCLC 183358507).
- Édouard Poncelet et Emile Fairon, « Liste chronologique d'actes concernant les métiers et confréries de la cité de Liège : 29 - Le bon métier des tanneurs (pp. 575 à 610). 30 - Le bon métier des chandelons et floqueniers (pp. 6 10 à 619). 31 - Le bon métier des merciers (pp. 619 à 633). Annexe. Métier des chapeliers (pp. 634 à 642). 32 - Le bon métier des orfèvres (pp. 642 à 662). », Annuaire d'Histoire Liégeoise, t. 3, no 15,‎ 1947, p. 575-662, article no 80 (ISSN 0304-0771, OCLC 183358507).
- René Van Santbergen, Les Bons Métiers des meuniers, des boulangers et des brasseurs de la Cité de Liège, Les Belles Lettres, coll. « Bibliothèque de la Faculté de Philosophie et Lettres de l'Université de Liège » (no 115), 1949 (ISBN 2-251-66115-8, lire en ligne).